# Winona (Kansas)
Winona – miasto w Stanach Zjednoczonych, w stanie Kansas, w hrabstwie Logan.